# سيلينا جين
سيلينا جين (بالإنجليزية: Selina Jen)‏ (و. 1981  م) هي ممثلة، ومغنية، وممثلة تلفزيونية، وممثلة أفلام تايوانية، ولدت في تايبيه.

## التعليم
تعلمت في National Taiwan Normal University ‏.

## وصلات خارجية
- سيلينا جين على موقع IMDb (الإنجليزية)
- سيلينا جين على موقع ميوزك برينز (الإنجليزية)
- سيلينا جين على موقع قاعدة بيانات الفيلم (الإنجليزية)

- سيلينا جين في قاعدة بيانات الأفلام على الإنترنت